# René Desclaux
Pour les articles homonymes, voir Desclaux.
Pas d'image ? Cliquez ici

a Compétitions nationales et continentales officielles uniquement.

René Desclaux, né le 11 février 1926 à Navailles-Angos (Basses-Pyrénées) et décédé le  le 17 décembre 2015 à Pau, est un joueur français de rugby à XV qui évolue principalement au poste de trois-quart centre des années 1930 jusqu'à la fin des années 1940.

## Biographie
René Desclaux est champion de France de rugby en 1946 avec la Section paloise.
Avec Théo Cazenave et Auguste Lassalle en demis, René Desclaux complète l'une des plus belles lignes de trois-quarts d'après-guerre, formée de Jean Estrade, Robert Duthen et Pierre Lauga.

## Palmarès de joueur

### En club
Avec la Section paloise
- Challenge Yves du Manoir :
  - Vainqueur (1) : 1939
- Championnat de France de première division :
  - Champion (1) : 1946
- Coupe de France :
  - Finaliste (1) : 1946